# 월리스선

월리스선은 호주와 동남아시아의 동물상을 구분한다. 해수면이 오늘날보다 110 미터 이상 낮았던 최후 빙하기 최성기 때의 추정 육지 범위가 회색으로 표시되어 있다. 발리와 롬복 사이의 롬복 해협의 깊은 수심은 해수면이 낮아져 지금은 분리된 섬들과 육지가 연결되었을 때조차도 수중 장벽을 형성했다.

월리스선(영어: Wallace Line 또는 Wallace's Line)은 1859년 영국의 박물학자 앨프리드 러셀 월리스가 그은 생물 지리학적 경계선으로, 영국의 생물학자 토머스 헨리 헉슬리가 명명하였다.
이 선은 아시아의 생물지리학적 영역과 '왈레이시아'(말레이 제도 또는 인도-오스트레일리아 제도라고도 함)라고 불리는 아시아와 오스트레일리아 사이의 전이대를 구분한다. 이 선의 서쪽에서는 아시아 종과 연관된 생물들이 발견되며, 동쪽에서는 아시아와 오스트레일리아 기원의 종들이 혼재되어 있다. 월리스는 19세기 동인도 제도를 여행하는 동안 육상 포유류와 조류에서 이러한 뚜렷한 구분을 발견하였다.
이 선은 인도네시아를 관통하여, 보르네오와 술라웨시(셀레베스) 사이의 마카사르 해협과 발리와 롬복 사이의 롬복 해협을 지난다. 특히 롬복 해협에서는 그 거리가 매우 짧아 약 35 킬로미터에 불과하지만, 이것만으로도 각 섬에 서식하는 종의 차이가 두드러진다.
인도-오스트레일리아 제도의 복잡한 생물지리학은 네 개의 주요 지각판과 기타 반고립된 소판들이 만나는 지점에 위치한 결과이며, 과거의 해수면 변화와도 관련이 있다. 이로 인해 현재는 상대적으로 가까운 거리에 있는 섬들에서도 서로 다른 분류군들이 고립되어 있다. 월리스선은 1800년대 중반 이후 박물학자들과 생물학자들이 이 제도의 동식물 분포를 제한하는 경계를 설명하기 위해 그은 여러 경계선 중 하나이다.

## 역사적 맥락

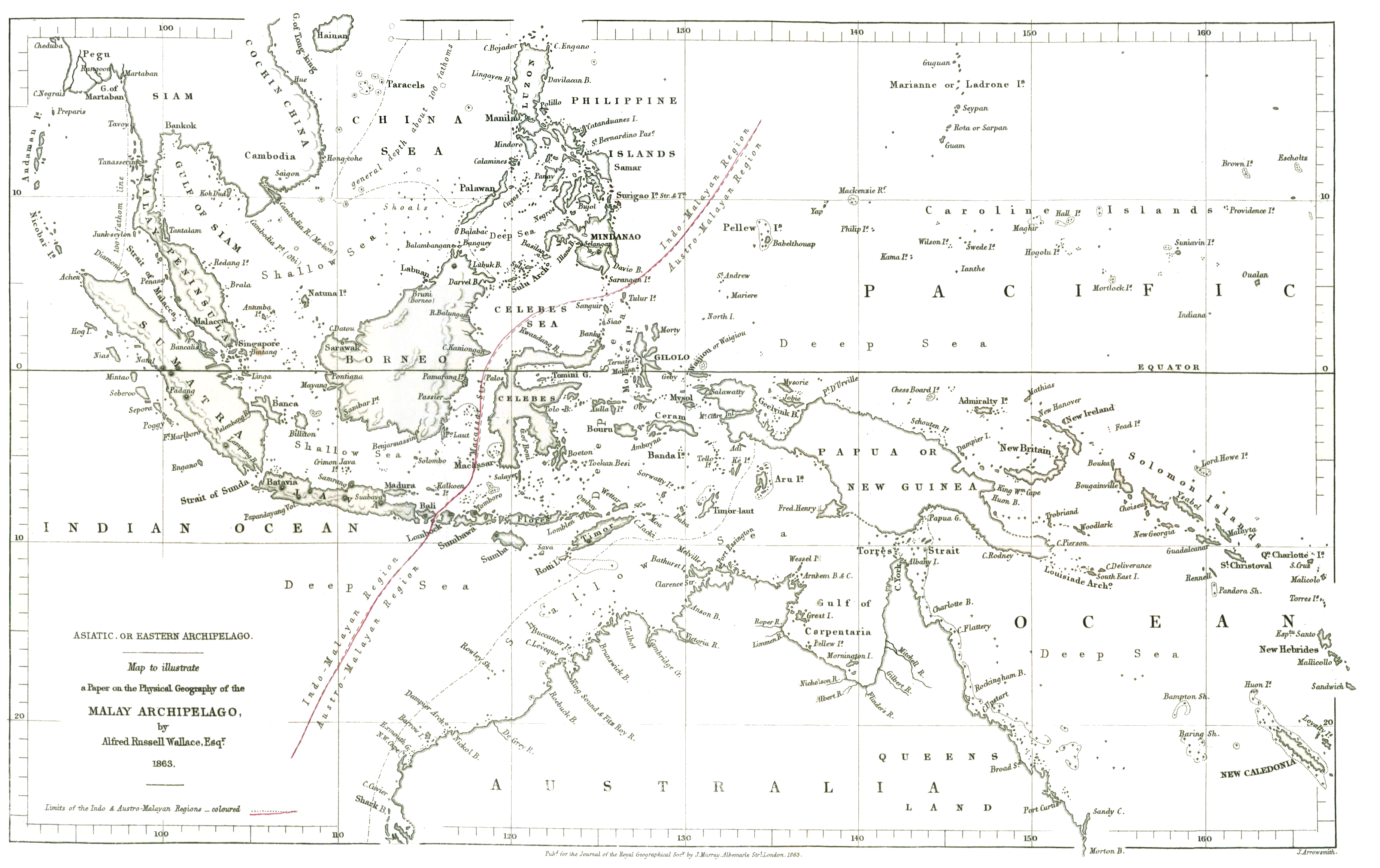
월리스 논문에 나타난 선의 원래 그림

인도-오스트레일리아 제도의 생물다양성에 대한 가장 초기의 기술 중 하나는 1521년으로 거슬러 올라간다. 당시 베네치아 탐험가 피가페타는 마젤란이 막탄에서 사망한 후 항해를 계속하면서 필리핀과 말루쿠 제도(향신료 제도) 사이의 생물학적 차이를 기록하였다. 이 두 지역은 월리스선의 양쪽에 위치해 있다. 이후 영국의 항해사 G. W. 얼은 인도-오스트레일리아 제도 섬들 간의 동물상 차이에 대한 그의 관찰을 발표하였다.
1845년 G. W. 얼은 서쪽의 섬들(수마트라, 자와 등)이 얕은 바다를 통해 아시아 대륙과 연결되어 있으며 유사한 야생 동물상을 가지고 있다는 점, 그리고 동쪽의 섬들인 뉴기니 등이 오스트레일리아와 연결되어 있으며 유대류의 존재로 특징지어진다는 점을 설명하였다.
이러한 초기 연구들은 월리스가 이 지역을 광범위하게 여행한 후 1859년 논문에서 공개적으로 밝힌 생물지리학 이론을 발전시키는 데 도움을 주었다. 그는 발리 동쪽에 선을 제안하며 "보르네오와 자와 동쪽의 모든 섬들이 오스트레일리아 또는 태평양 대륙의 일부였으며, 이후 분리되었다"고 주장하였다.
그러나 이 선의 제안이 월리스가 시도한 노력의 주된 목적은 아니었다. 그의 주요 목적은 사실 진화와 생물지리학에 대한 이론 발전을 통해 이 지역의 동물 분포에서 경계를 만들어낸 지질학적 현상과 서식지 이주 사건을 이해하는 것이었다. 월리스의 인도네시아 연구는 J. D. 후커와 아사 그레이가 다윈의 가설을 지지하는 논문을 발표한 시기와 비슷한 때에 진화론의 출현을 보여주었다. 반면, 판 구조론에 대한 당시의 지식 부족과 필리핀의 생물다양성에 대한 불확실성은 월리스로 하여금 생물지리학 이론에 관해 다뤄야 할 몇 가지 모순점을 남겼다.
실제로 월리스는 1859년 논문에 필리핀을 포함시키지 않았으며, 그의 이름을 기리는 선의 결정은 T. H. 헉슬리(1868년)에 의해 제안되었다. 헉슬리는 이 제도의 닭목 조류 분포를 연구하면서 필리핀의 종들이 아시아 영역의 종들과 현저히 다르다는 점을 알아챘다. 이를 바탕으로 그는 월리스의 경계를 필리핀 서쪽으로 재조정하고 이를 "월리스의 선"(Wallace's line)이라고 명명했다. 그러나 월리스 자신은 필리핀을 이 선의 동쪽에 포함시키는 것을 거부했었다.
제도 주변의 지리적 경관의 복잡성과 생물 다양성의 차이로 인해, 월리스 이후에도 동물상과 식물상의 경계를 특징짓기 위한 지속적인 시도가 이루어졌다. 그 중 일부는 다음과 같다.
- 스클레이터선(1894년)
- 리데커선(1896년)
- 펠세니어의 동물상 균형(1904년)
- 마이어의 동물상 균형(1944년)

또한 여러 개의 더 작은 전이 하위 지역 경계들도 제안되었다.
최근의 연구들은 생물다양성 집합체와 계통을 평가하고, 컴퓨터 기반 지리공간 도구를 사용하여 이전 경계들을 분석함으로써 19세기에 제안된 것과 유사한 구분 패턴을 도출해냈다. 다만 이전에 설명되지 않았던 일부 특수한 경우들이 이러한 현대적 분석을 통해 강화되었다. 예를 들어, 월리스의 영역에서 육상 포유류, 조류, 양서류의 분포를 평가하여 월리스가 제안한 경계가 여전히 유효하다는 결론을 내렸다. 다른 시도로, 알리 등(2020)은 크리스마스 섬의 동물상을 연구하여 이 섬의 육상 포유류와 양서류의 대부분의 조상 정착자들이 롬복 해협에서 사라졌음을 밝혔다. 따라서 그들은 크리스마스 섬이 동양 쪽이 아닌 오스트레일라시아 쪽의 생물지리학적 구분선에 위치하도록 월리스선을 재구성할 것을 제안하였다.

## 생물지리학

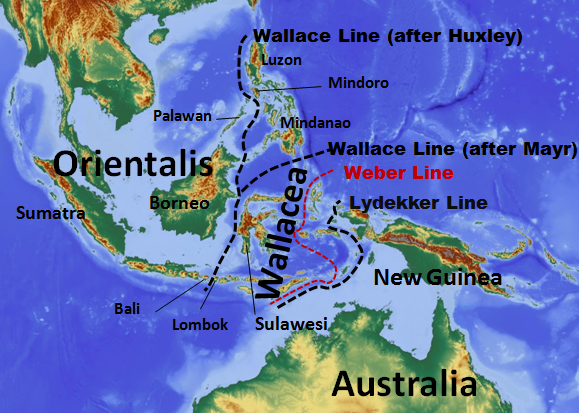
월리스선(에른스트 마이어 또는 토머스 헨리 헉슬리의 견해에 따름)과 리데커선 사이에 위치한 왈레이시아 지역

이 지역의 생물지리학에 대한 이해는 고대 해수면과 대륙붕의 관계에 중점을 둔다. 월리스선은 대륙붕의 윤곽을 살펴보면 지리적으로 뚜렷이 보인다. 이 선은 순다 대륙붕의 남동쪽 가장자리를 사훌 대륙붕과 분리하는 깊은 수로로 나타난다. 순다 대륙붕은 보르네오, 발리, 자바, 수마트라를 수중에서 동남아시아 본토와 연결하는 반면, 사훌 대륙붕은 오스트레일리아를 뉴기니 및 인접 섬들과 연결한다.
플라이스토세 시대에 해수면이 최대 120 미터 낮았을 때, 섬들은 서로 연결되었지만 아시아와 오스트레일리아는 결코 하나로 연결되지 않았다. 결과적으로 5천만 년 이상 동안 이 두 큰 대륙붕 지역 사이의 깊은 바다는 오스트레일리아의 동식물상을 아시아의 것들과 분리시키는 장벽 역할을 했다. 분리된 섬들의 물리적 특성이 매우 유사하다는 점을 고려하면, 이는 종의 이동을 막는 해양 장벽이었다고 합리적으로 결론지을 수 있다. 따라서 '왈레이시아' 지역은 각각의 대륙 육지에서 고립된 채로 남아있던 섬들로 구성되어 있으며, 오직 섬 사이의 해협을 건널 수 있는 생물체들만이 이 섬들에 서식하게 되었다.
한편, "웨버선"은 이 전이 지역을 통과하며(중심에서 동쪽으로), 아시아 기원의 종들과 오스트레일리아 기원의 종들 사이의 전환점에 위치한다.

## 동물지리학
많은 조류 종의 분포는 이 선의 한계를 따르는데, 이는 많은 조류가 가장 짧은 개방 해역조차 건너지 않기 때문이다. 포유류 중에서 박쥐는 이 선을 넘나들 수 있는 분포를 보이지만, 더 큰 육상 포유류는 일반적으로 한쪽 편으로 제한된다. 오스트레일리아 쪽에는 많은 유대류 종과 일부 단공류, 그리고 토착 설치류가 서식한다. 다만 이 경우 설치류의 출현은 비교적 최근의 정착 사건에서 비롯된 것이다.
반면에 아시아 쪽에서는 유대류가 배제되고, 유인원, 고양이, 코끼리, 원숭이, 코뿔소 및 기타 종들과 같은 태반 포유류가 발견된다. 이에 대한 예외로는 술라웨시에 서식하는 마카크원숭이, 돼지, 안경원숭이가 있다.
다른 식물군과 동물군은 서로 다른 패턴을 보이지만, 전반적인 패턴은 놀랍고 상당히 일관적이다. 식물상은 동물상만큼 월리스선을 엄격히 따르지 않는데, 이는 식물의 정착 양상이 수역을 가로지르는 능력에서 차이가 나기 때문이다. 이 선을 넘지 않는 식물 속 중 하나는 오스트레일라시아의 유칼립투스속인데, 다만 한 종인 유칼립투스 디글럽타만이 필리핀의 민다나오섬에서 자연적으로 발생한다.

## 같이 보기
- 오스트레일리아구 – 지구의 여덟 개 생물지리학적 영역 중 하나

## 참고문헌
- Wallace, A.R. (1862–1863). “On the physical geography of the Malay archipelago”. 《Proceedings of the Royal Geographical Society of London》 7 (5): 205–212. doi:10.2307/1799061. ISSN 1478-615X. JSTOR 179906.
- Wallace, A.R. (1863). “On the physical geography of the Malay archipelago”. 《Journal of the Royal Geographical Society of London》 33: 217–234. doi:10.2307/1798448. ISSN 0266-6235. JSTOR 1798448 – Internet Archive (archive.org) 경유.

## 더 읽어보기
- Abdullah, M.T. (2003). 《Biogeography and variation of Cynopterus brachyotis in Southeast Asia》 (학위논문). St. Lucia, Australia: The University of Queensland.
- Dawkins, Richard (2004). 〈Chapter 14   Marsupials〉. 《The Ancestor's Tale》. Weidenfeld & Nicolson. ISBN 0-7538-1996-1.
- Hall, L.S.; Grigg, Gordon G.; Moritz, Craig; Ketol, Besar; Sait, Isa; Marni, Wahab; Abdullah, M.T. (2004). “Biogeography of fruit bats in Southeast Asia”. 《Sarawak Museum Journal》 LX (81): 191–284.

- Simpson, G.G. (1977년 4월 29일). “Too many lines: The limits of the oriental and Australian zoogeographic regions”. 《Proceedings of the American Philosophical Society》 121 (2): 107–120. JSTOR 986523.
- van Oosterzee, Penny (1997). 《Where Worlds Collide: The Wallace line》.
- Wilson, D.E.; Reeder, D.M. (2005). 《Mammal Species of the World》. Washington, DC: Smithsonian Institution Press.